# Markus Stegefelt
Markus Hans Stegefelt, född 5 april 1994 i Eskilstuna, är en svensk handbollsspelare. Han är fostrad i HK Eskil och har spelat med Alingsås HK innan han kom till IFK Skövde 2014.